# Malé Přítočno
Malé Přítočno är en ort i Tjeckien.   Den ligger i regionen Mellersta Böhmen, i den centrala delen av landet, 20 km väster om huvudstaden Prag. Malé Přítočno ligger 391 meter över havet och antalet invånare är 227.
Terrängen runt Malé Přítočno är platt. Runt Malé Přítočno är det ganska tätbefolkat, med 108 invånare per kvadratkilometer. Närmaste större samhälle är Kladno, 5,0 km nordväst om Malé Přítočno. Trakten runt Malé Přítočno består till största delen av jordbruksmark.